# Lion de Belfort (Paris)
Pour les articles homonymes, voir Lion de Belfort et Lion (homonymie).
Le Lion de Belfort est une sculpture en plaques de cuivre repoussé d'Auguste Bartholdi, située au centre de la place Denfert-Rochereau à Paris dans le 14e arrondissement.

## Description
Le Lion de Belfort regarde en direction de la statue de la Liberté (15e arrondissement), qui a également été sculptée par Bartholdi.
La sculpture est une réplique, réduite au tiers de sa taille initiale, du Lion de Belfort (taillé dans la roche à Belfort), soit une hauteur de 4 m pour une longueur de 7 m. Elle symbolise la résistance du colonel Aristide Denfert-Rochereau durant le siège de la place forte de Belfort pendant la guerre franco-allemande de 1870.

## Histoire
Lors du salon de sculpture de 1878 à Paris, Bartholdi expose hors concours un modèle en plâtre reproduisant le lion au tiers de sa taille définitive. Le conseil municipal parisien l'acquiert en 1880 pour la somme de 20 000 francs et souhaite l'installer aux Buttes-Chaumont, mais la pétition des habitants du 14e arrondissement — qui souhaitent en faire un symbole fort de Paris — décide de sa place définitive, place Denfert-Rochereau.
Le monument fut inauguré en 1880. En 1920, un médaillon en bronze représentant le colonel Aristide Denfert-Rochereau est fixé sur le piédestal. Sous le régime de Vichy, il est retiré et envoyé à la fonte, dans le cadre de la mobilisation des métaux non ferreux. Un nouveau médaillon fut de nouveau installé en 1979.

## Protection
La sculpture est inscrite au titre des monuments historiques depuis le 17 juin 2003, avec une modification au 23 juin 2004.

## Littérature
Henri Calet écrit, au chapitre XXVII de Le tout sur le tout : « Nous n’avons pas de plus noble monument que le lion. C’est notre fétiche et comme un emblème de virilité pour les habitants des alentours. ».
Jacques Charpentreau a écrit le poème Le Lion de Denfert-Rochereau, mis en musique par Pierre Castellan.